# Álvaro Mesén
Álvaro Mesén Murillo (Alajuela, 24 dicembre 1972) è un ex calciatore costaricano, di ruolo portiere.
È stato nominato FIFA Football Ambassador per l'anno 2001.

## Carriera

### Club
Fece il suo debutto in Prima Divisione nel marzo 1993 con il Carmelita, in prestito dalla Liga, nella partita contro il Municipal Turrialba, il quale terminò 1-1. Nel 1993, ritorna all'Alajuelense, squadra dove trascorre gran parte della sua carriera professionale. Nel 2004 firma un contratto altamente pubblicizzato con l'Herediano. Quindi passò al Brujas. Nel 2007 passa al Liberia, con cui ha concluso la sua carriera agonistica nel 2010.

### Nazionale
Mesén è stato anche un membro della squadra Nazionale della Costa Rica, con la quale debuttò il 25 novembre 1999, nell'estadio Morera Soto, nella partita Costa Rica - Slovacchia (4-0). È stato convocato per la Coppa del Mondo FIFA del 2002 in Giappone e Corea del Sud e per la Coppa del Mondo FIFA del 2006 in Germania, ma non ha giocato un solo minuto.